# 法尔高-普拉特尧
法尔高-普拉特尧是德国石勒苏益格－荷尔斯泰因州的一个市镇。总面积23.53平方公里，总人口768人，其中男性394人，女性374人（2011年12月31日），人口密度33人/平方公里。